# Hjælmshoved
Hjælmshoved er en 0,2 km² stor ubeboet flad inddiget ø i det Sydfynske Øhav nordøst for Hjortø. 
På den sydlige del af Hjælmshoved, der er op til 2,2 meter høj ligger de to tidligere gårde som i nutiden benyttes til fritidshuse. 
Ved lavvande kan man gå tørskoet de få hundrede meter til Hjortø. Hjælmshoved har et rigt fugleliv og på den lave nordlige del med strandengene, blev der 1976 oprettet et fuglereservat med bl.a. ynglende edderfugl, grågås, knortegås, klyde og havterne. 
Der er adgangsforbud i reservatet fra 1.3. til 1.7.
På strandengene vokser mangeblomstret ranunkel og stivhåret ranunkel, tætblomstret hindebæger og engelskgræs samt mange andre strandengsplanter.
Midt på øen findes et vandhul som 1951 blev fredet for at bevare klokkefrøen. Den forsvandt, men er siden genudsat.

## Ekstern henvisning og kilde
- Hjelmshoved